# Brachymeria kuchingensis
Brachymeria kuchingensis is een vliesvleugelig insect uit de familie bronswespen (Chalcididae). De wetenschappelijke naam is voor het eerst geldig gepubliceerd in 1911 door de Engelse entomoloog Peter Cameron. De soort werd ontdekt in Kuching, de hoofdstad van het toenmalige Koninkrijk Sarawak in Noord-Borneo.